# Elfenbenskustens flagga
Elfenbenskustens flagga är en trikolor i färgerna orange, vitt och grönt. Flaggan antogs av Elfenbenskusten den 3 december 1959 och har proportionerna 2:3.

## Symbolik
Färgerna representerar savannen (orange) och skogarna vid kusten i söder (grönt). Vitt är en symbol för enighet. Enligt en annan tolkning står orange för den rika och generösa jorden och blodet hos ett ungt folk som slåss för frigörelse. Vitt står för freden, men en rättvis fred. Grönt står för hoppet om en bättre framtid.

## Historik
Elfenbenskusten var tidigare en del av det franska kolonialväldet. När Franska Västafrika upplöstes i slutet av 1950-talet ingick Elfenbenskusten i en allians med flera andra västafrikanska stater. Alliansens nationsflaggor hämtade sina färger från de panafrikanska färgerna i Ghanas flagga, och de tre vertikala fälten togs från den gamla kolonialmakten Frankrikes flagga. Niger, som också ingick i den västafrikanska alliansen, använder en liknande flagga i samma färger. Flaggan påminner också om Irlands flagga, men har andra proportioner och en annan ordningsföljd mellan fälten.